# Хуго II фон Финстинген
Хуго II фон Финстинген (на немски: Hugo II von Vinstingen; * пр. 1307; † 1329) от фамилията на господарите на Малберг в Айфел е господар на Финстинген (фр: Fénétrange) и Шваненхалс в регион Лотарингия.
Той е син на рицар Хуго I фон Финстинген († сл. 1304) и съпругата му графиня Катарина фон Цвайбрюкен († сл. 1275), дъщеря на граф Хайнрих II фон Цвайбрюкен († 1282) и Агнес фон Еберщайн († 1284). Роднина е на Хайнрих II фон Финстинген, архиепископ на Трир и курфюрст на Курфюрство Трир (1260 – 1286).
Братята му са духовниците Хайнрих фон Финстинген († сл. 1309), капитулар в Трир, и Валрам фон Финстинген-Шваненхалс († сл. 1345), капитулар в Страсбург, Трир и Мец.

## Деца
Хуго II фон Финстинген-Шваненхалс има осем деца:
- Изенхарт фон Малберг
- Бруно фон Финстинген-Шваненхалс (* пр. 1318; † сл. 1346)
- Хуго (Хугелман) III фон Финстинген (* пр. 1329; † сл. 11 ноември 1362), женен за Йохана фон Варсберг (* пр. 1337; † сл. 1387)
- Фридрих фон Финстинген-Шваненхалс (* пр. 1329; † сл. 1355)
- Хайнрих I фон Финстинген-Шваненхалс (* пр. 1345; † сл. 1389)
- Симон фон Финстинген-Шваненхалс (* пр. 1346)
- Дидиер фон Малберг
- Йохан фон Малберг